# Danh vị Phật

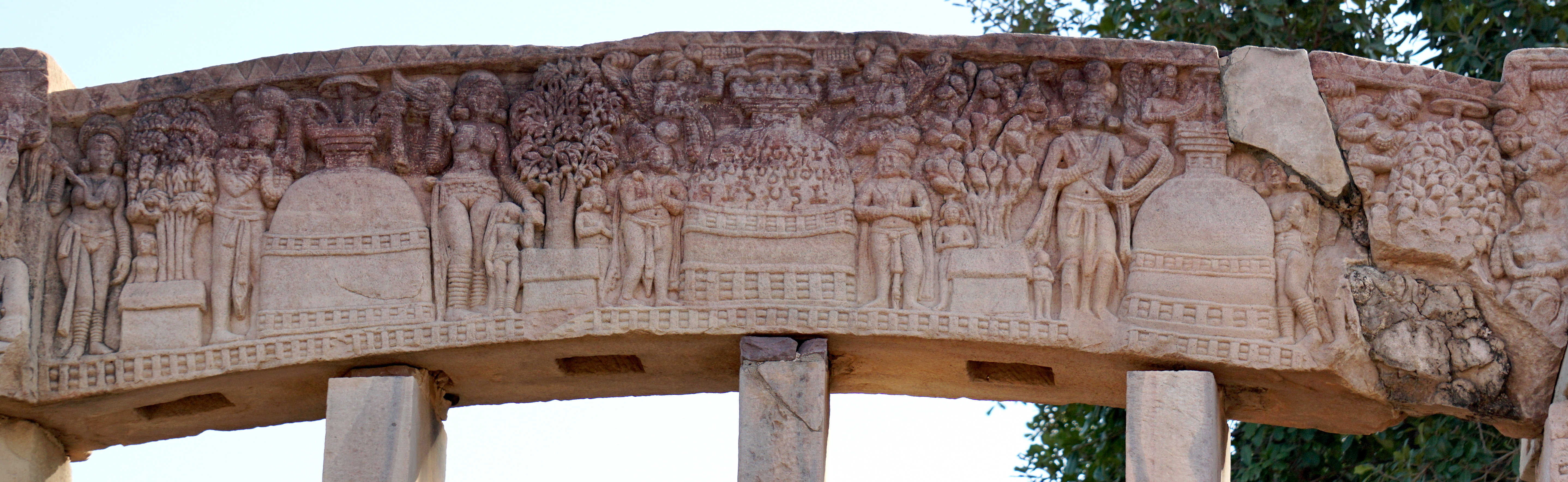
Phù điêu "7 vị Phật", Sanchi (khoảng thế kỷ thứ nhất TrCN/CN).

Theo thế giới quan Phật giáo, thế giới trước sau có vô số vị Phật xuất thế. Chỉ riêng trong thế giới hiện tại (tiếng Phạn: Sahā lokadhātu, Ta-bà thế giới) đã có hàng ngàn vị Phật, ngoài ra còn vô số vị Phật khác đã xuất thế trong những tiền kiếp quá khứ (còn gọi là "Trang nghiêm kiếp"). Vị Phật lịch sử Thích-ca Mâu-ni chỉ là một trong vô số các vị Phật đó mà thôi.
Trong văn hóa Phật giáo, một số vị Phật Toàn giác trong vô số các vị Phật được nhắc đến đầy đủ danh tự trong kinh văn. Những kinh văn nguyên thủy ban đầu chỉ nêu 7 danh vị Phật với danh tính và tiểu sử rõ ràng. Kinh Đại bổn (tiếng Pali: Mahãpadãnasutta) trong Trường bộ kinh, tương ứng với kinh Đại bản duyên (chữ Hán: 大本緣經) trong Trường a-hàm, chép những danh vị Phật đầu tiên, gồm có 3 vị Phật của trang nghiêm kiếp, 3 vị Phật của hiền kiếp, cộng với Phật Thích-ca Mâu-ni, được hợp xưng là Bảy vị Phật quá khứ (tiếng Pali: Saptatathāgata, tiếng Phạn: सप्ततथागत, chữ Hán: 過去七佛, Quá khứ Thất Phật). Kinh Chuyển luân Thánh vương Sư tử hống (tiếng Pali: Cakkavati-Sìhanàda sutta) của Trường bộ kinh, tương ứng kinh Chuyển luân Thánh vương tu hành (chữ Hán: 轉輪聖王修行經) trong Trường a-hàm, còn nêu thêm danh vị của Phật Di-lặc, một vị Phật sẽ xuất hiện ở thời tương lai. Theo kinh điển Phật giáo, Di Lặc sẽ là người kế vị Phật Thích-ca, người sẽ xuất hiện trên thế gian, đạt được giác ngộ hoàn toàn và giảng Pháp thuần tịnh. 

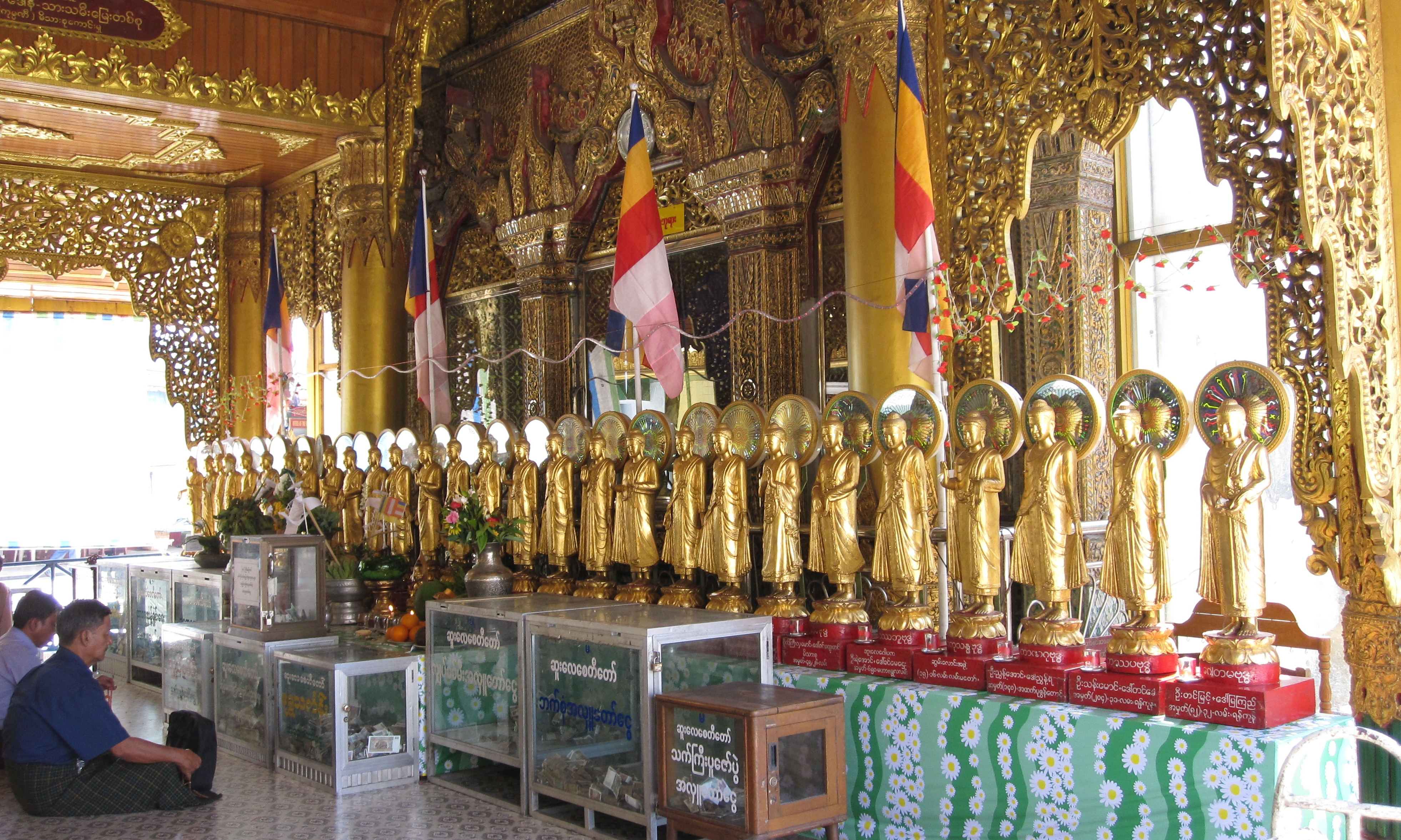
Các tín đồ Phật giáo Nam tông đang hành lễ trước hình tượng 28 vị Phật tại chùa Sule (Yangon, Myanmar).

Tuy nhiên, trong quá trình phát triển, các kinh văn của Phật giáo cũng mở rộng, ghi chép thêm nhiều danh vị Phật khác. Trong Kinh Phật chủng tính (tiếng Pali: Buddhavamsa) của Thượng tọa bộ, có chép bổ sung thêm danh tự của 21 vị Phật, cùng với 7 vị Phật quá khứ, hợp thành 28 vị Phật (chữ Hán: 二十八佛; Nhị thập bát Phật). Kinh văn của Phật giáo Đại thừa còn bổ sung thêm nhiều tên của các vị Phật, đôi khi cho rằng đã có, và, hoặc sẽ có vô số vị Phật. Một số hệ phái Phật giáo Bắc tông lại đề cao hình tượng Tam thế Phật (chữ Hán: 三世佛), trong đó Phật Thích-ca giữ vị trí Phật hiện tại hoặc vị Phật ở Trung tâm. Một số hệ phái khác lại tôn sùng hình tượng Ngũ phương Phật (五方佛) hoặc Thập phương Phật (十方佛) với các danh vị và địa vị các vị Phật có ít nhiều dị biệt.

## 7 vị Phật quá khứ
Dưới đây là 7 vị Phật quá khứ được ghi lại theo kinh văn Phật giáo nguyên thủy:
| TT | Tên Việt                  | Chữ Hán    | Tiếng Pāli | Tiếng Phạn   | Dòng dõi  | Cội Bồ-đề | Ghi chú |
| -- | ------------------------- | ---------- | ---------- | ------------ | --------- | --------- | ------- |
| 1  | Tỳ Bà Thi Phật            | 毗婆尸佛   | Vipassī    | Vipaśyin     | Sát-đế-lỵ |           |         |
| 2  | Thi Khí Phật              | 尸棄佛     | Sikhī      | Śikhin       | Sát-đế-lỵ |           |         |
| 3  | Tỳ Xà Phù (Tỳ Xá Bà) Phật | 毗舍婆佛   | Vessabhū   | Viśvabhu     | Sát-đế-lỵ |           |         |
| 4  | Câu Lưu Tôn Phật          | 拘留孫佛   | Kakusandha | Krakucchanda | Bà-la-môn |           |         |
| 5  | Câu Na Hàm Mâu Ni Phật    | 拘那含佛   | Koṇāgamana | Kanakamuni   | Bà-la-môn |           |         |
| 6  | Ca Diếp Phật              | 迦葉佛     | Kassapa    | Kāśyapa      | Bà-la-môn |           |         |
| 7  | Thích Ca Mâu Ni Phật      | 释迦牟尼佛 | Shakyamuni | Śākyamuni    | Sát-đế-lỵ |           |         |

## 28 vị Phật toàn giác trong Phật giáo nguyên thủy
Dưới đây là 28 vị Phật toàn giác được chép trong Kinh Phật chủng tính (tiếng Pali: Buddhavamsa, tên khác là Chánh Giác tông, hoặc Phật sử của Thượng tọa bộ. Theo các học giả Jan Nattier và Richard Gombrich, việc gia tăng danh tự các vị Phật Toàn giác có thể xem là một động thái nhằm cạnh tranh với Kỳ-na giáo, khi Kỳ-na giáo có một tập hợp rõ ràng 24 vị đạo sư (tiếng Phạn: Tīrthaṅkara). Danh sách 28 vị Phật được cho là hoàn chỉnh vào khoảng thế kỷ thứ III hoặc thứ II trước Công nguyên trước khi tập hợp vào bộ kinh Phật chủng tính.
|    | Tên Pāli                                  | Tên Sanskrit  | Đẳng cấp  | Nơi giáng sinh                                     | Gia quyến | Vật cưỡi khi xuất gia và Bodhirukka (gốc cây thành đạo)                                | Tiền thân của Phật Thích Ca ở thời đó                                                               |
| -- | ----------------------------------------- | ------------- | --------- | -------------------------------------------------- | --- | -------------------------------------------------------------------------------------- | --------------------------------------------------------------------------------------------------- |
| 1  | Taṇhaṅkara(Đản Hàn Ca)                    | Tṛṣṇaṃkara    | Kshatriya | Popphavadi                                         | Cha mẹ: Vua Sunandha, hoàng hậu Sunandhaa | Cây Rukkaththana (Alstonia scholaris)                                                  | Không rõ                                                                                            |
| 2  | Medhaṅkara (Ma Đăng Ca)                   | Medhaṃkara    |           | Yaghara                                            | Cha mẹ: Vua Sudheva, hoàng hậu Yasodhara | Cây Kaela (Butea monosperma)                                                           | Không rõ                                                                                            |
| 3  | Saraṇaṅkara (Xa La Năng Ca La)            | Śaraṇaṃkara   |           | Vipula                                             | Cha mẹ: vua Sumangala, hoàng hậu Yasavathi | Cây Pulila (Dolichandrone spathacea)                                                   | Không rõ                                                                                            |
| 4  | Dīpaṃkara (Nhiên Đăng)                    | Dīpaṃkara     | Bà-la-môn | Thành Rammavati                                    | Cha mẹ: Vua Sudheva, hoàng hậu Sumedha Vợ con: hoàng hậu Paduma Devi, hoàng tử Usabhakkhandha                                                   | Voi, cây Pipphali (Ficus obtusifolia)                                                  | Tu sĩ Sumedha (Thiện Huệ), vốn là 1 thương gia giàu có nhưng đã từ bỏ gia sản để đi tu              |
| 5  | Koṇḍañña (Kiều Trần Như)                  | Kauṇḍinya     | Kshatriya | Thành Rammavati                                    | Cha mẹ: vua Sunanda, hoàng hậu Sujata Vợ con: hoàng hậu Ruci Devi, hoàng tử Vijitasena                                                          | Chiếc xe 4 ngựa kéo, cây Salakalyanīka (Oroxylum indicum)                              | Vua Vijitavi (vị Chuyển luân vương ở Candavati)                                                     |
| 6  | Maṅgala (Man Giá La)                      | Maṃgala       | Bà-la-môn | Vườn Uttaramadhura gần Thành Uttara (Majhimmadesa) | Cha mẹ: Vua Uttara, hoàng hậu Uttara Vợ con: Hoàng hậu Yasavati, hoàng tử Silava                                                                | Con ngựa Pandava, cây naga (Mesua ferrea)                                              | Vị bà la môn thông thái tên là Suruci ở ngôi làng cùng tên                                          |
| 7  | Sumana (Tu Ma Na)                         | Sumanas       | Kshatriya | Thành Mekhala                                      | Cha mẹ: vua Sudatta, hoàng hậu Sirima Vợ con: Hoàng hậu Vatamsika, hoàng tử Anupama                                                             | Voi, cây naga (Mesua ferrea)                                                           | Long vương Atula có nhiều quyền lực                                                                 |
| 8  | Revata (Ly Bà Đa)                         | Raivata       | Bà-la-môn | Thành Sudhannavati                                 | Cha mẹ: vua Vipala, hoàng hậu Vipula Vợ con: Hoàng hậu Sudassana, hoàng tử Varuna                                                               | Xe song mã, cây naga (Mesua ferrea)                                                    | Vị bà-la-môn thông thái tên là Ativeda                                                              |
| 9  | Sobhita (Tô Tỳ Đa)                        | Śobhita       | Kshatriya | Vườn Sudhamma gần thành phố cùng tên               | Cha mẹ: vua Sudhamma, hoàng hậu Sudhammanagara Vợ con: Hoàng hậu Manila, hoàng tử Siha                                                          | tòa lâu đài, cây naga (Mesua ferrea)                                                   | Vị bà-la-môn tên là Sujata ở Rammavati                                                              |
| 10 | Anomadassi (Cao Kiến)                     | Anavamadarśin | Bà-la-môn | Vườn Sucandana ở thành Candavati                   | Cha mẹ: vua Yasava, hoàng hậu Yasodhara Vợ con: Hoàng hậu Sirima, hoàng tử Upavana                                                              | Kiệu người khiêng, cây ajjuna (Terminalia arjuna)                                      | Vua của loài Dạ-xoa, có nhiều phép thuật và quyền lực                                               |
| 11 | Paduma (Đại Liên Hoa/Hồng Liên Hoa)       | Padma         | Kshatriya | Khu rừng cây gần Thành Champaka                    | Cha mẹ: vua Asama, hoàng hậu Asama Vợ con: Hoàng hậu Uttara, hoàng tử Ramma                                                                     | Xe song mã, cây maha-sona (Oroxylum indicum)                                           | Con sư tử chúa                                                                                      |
| 12 | Nārada (Na Ra Đa)                         | Nārada        |           | Vườn Dhananjaya gần thành Dhammavati               | Cha mẹ: vua Sudheva, hoàng hậu Anopama Vợ con: Hoàng hậu Vijitasena, hoàng tử Nanduttara                                                        | Đi bộ, cây maha-sona (Oroxylum indicum)                                                | Vị ẩn sĩ đã tu được Bát thiền và Ngũ thông                                                          |
| 13 | Padumuttara (Bảo Liên Hoa/Thắng Liên Hoa) | Padmottara    | Kshatriya | Vườn thượng uyển của Thành Hamsavati               | Cha mẹ: vua Anurula, hoàng hậu Sujata Vợ con: Hoàng hậu Vasudatta, hoàng từ Uttara                                                              | Tòa lâu đài, cây salala (Pinus roxburghii)                                             | Vị quan giàu có tên là Jatila                                                                       |
| 14 | Sumedha (Thiện Tuệ)                       | Sumedha       | Kshatriya | Vườn thượng uyển của Thành Sudasana                | Cha mẹ: vua Sudatta, hoàng hậu Sudatta Vợ con: Hoàng hậu Sumana, hoàng từ Punabbasu                                                             | Con voi, cây maha-nipa (Neolamarckia cadamba)                                          | Thanh niên tên là Uttara (Tối Thượng, nghĩa là vượt trội về giới đức)                               |
| 15 | Sujāta (Thiện Sanh)                       | Sujāta        |           | Thành Sumangala                                    | Cha mẹ: vua Uggaha, hoàng hậu Pabbavati Vợ con: Hoàng hậu Sirinanda, hoàng từ Upasena                                                           | Con ngựa Hamsavaha, cây maha-velu (cây tre to lớn) (Bambusa bambos)                    | Chuyển luân vương (vị vua có quyền lực mạnh nhất)                                                   |
| 16 | Piyadassi (Hỉ Kiến)                       | Priyadarśin   |           | Vườn Varuna gần thành Sudhannavati                 | Cha mẹ: vua Sudata, hoàng hậu Canda Vợ con: hoàng hậu Vimala, hoàng tử Kancanavela                                                              | Xe ngựa kéo, cây kakudha (Crateva religiosa)                                           | Thanh niên Bà-la-môn thông thái tên là Kassapa (ở thành Sirivatta)                                  |
| 17 | Atthadassi (Lợi Kiến)                     | Arthadarśin   | Kshatriya | Vườn Sucindhana gần thành Sobhana                  | Cha mẹ: vua Sagara, hoàng hậu Sudassana Vợ con: hoàng hậu Visakha, hoàng tử Sela                                                                | Con ngựa Sudassana, cây camkapa (Magnolia champaca)                                    | Vị bà la môn giàu có tên là Susima, đã từ bỏ gia sản để đi tu và đạt tới Bát thiền và Ngũ thông     |
| 18 | Dhammadassī (Pháp Kiến)                   | Dharmadarśin  | Kshatriya | Vườn thượng uyển trong thành Surana                | Cha mẹ: vua Suranamaha, hoàng hậu Sunanada Vợ con: hoàng hậu Vicikoli, hoàng tử Punnavaddhana                                                   | Tòa lâu đài, cây bimbajala (Pavetta indica)                                            | Thiên chủ Đế Thích (Sakka), vua của cõi trời Đao Lợi                                                |
| 19 | Siddhattha (Tất Đạt Đa)                   | Siddhārtha    |           | Vườn Viriya gần thành Vebhara                      | Cha mẹ: vua Udena, hoàng hậu Suphasa Vợ con: hoàng hậu Subhadda, hoàng tử Ananda                                                                | Kiệu người khiêng, cây kanikara hoặc (Kanihani,)(Pterospermum acerifolium)(Bayur tree) | Vị bà la môn thông thái tên là Mangala, đã từ bỏ gia sản để đi tu và đạt tới Bát thiền và Ngũ thông |
| 20 | Tissa (Đế Sa)                             | Tiṣya         |           | Vườn Anoma gần thành Khemaka                       | Cha mẹ: vua Janasandha, hoàng hậu Paduma Vợ con: hoàng hậu Somanassa, hoàng tử Anupama                                                          | Con ngựa Sonutrara, cây assana (Terminalia elliptica)                                  | Vua Sujata ở kinh đô Yasavati                                                                       |
| 21 | Phussa (Phú Sa)                           | Puṣya         | Kshatriya | Vườn Sirima gần thành Kāśika                       | Cha mẹ: vua Jayasena, hoàng hậu Sirima Vợ con: hoàng hậu Kisa Gotami, hoàng tử Anupama                                                          | Con voi, cây amalaka (Phyllanthus emblica)                                             | Vua Vijitavi ở kinh đô Arindama                                                                     |
| 22 | Vipassī (Tỳ Bà Thi)                       | Vipaśyin      | Kshatriya | vườn Migadāya gần thành Bandhumati                 | Cha mẹ: vua Bandhuma, hoàng hậu Bandhumati Vợ con: công chúa Sudassanā, hoàng tử Samvattakkhandha                                               | Xe song mã, cây pāṭalī (Stereospermum chelonoides)                                     | Long vương Atula                                                                                    |
| 23 | Sikhī (Thi Khí)                           | Śikhin        | Kshatriya | Vườn Nisabha gần thành Arunavatti                  | Cha mẹ: vua Arunavatti, hoàng hậu Paphavatti Vợ con: công chúa Sabbakamā, hoàng tử Atula                                                        | Con voi, cây puṇḍarīka (Mangifera indica)                                              | Vua Arindama ở kinh đô Paribhutta                                                                   |
| 24 | Vessabhū (Tỳ Xá Phù)                      | Viśvabhū      | Kshatriya | Vườn Anupama gần thành Anoma                       | Cha mẹ: vua Suppalittha, hoàng hậu Yashavati Vợ con: công chúa Sucittā, hoàng tử Suppabuddha                                                    | Kiệu người khiêng, cây maha-sala (cây sala to lớn) (Shorea robusta)                    | Vua Sadassana ở kinh đô Sarabhavati                                                                 |
| 25 | Kakusandha (Câu Lưu Tôn)                  | Krakucchanda  | Bà-la-môn | Vườn Khemavati gần thành phố cùng tên              | Cha mẹ: vị bà-la-môn Agidatta - quốc sư của vua Khenankara, bà Visakha Vợ con: người vợ thuộc đẳng cấp Bà-la-môn tên là Rucini, con trai Uttara | Xe song mã, cây Sirisa (Albizia lebbeck)                                               | Vua Khema                                                                                           |
| 26 | Koṇāgamana (Câu Na Hàm Mâu Ni)            | Kanakamuni    | Bà-la-môn | Vườn Subhavati gần thành phố Sobhavati             | Cha mẹ: vị bà-la-môn Yannadatta, bà Uttara Vợ con: người vợ thuộc đẳng cấp Bà-la-môn tên là Rucigatta, con trai Satthavaha                      | Con voi, cây udumbara (Ficus racemosa)                                                 | Vua Pabbata ở kinh đô Mithila                                                                       |
| 27 | Kassapa (Ca Diếp)                         | Kāśyapa       | Bà-la-môn | Vườn nai Isipatana gần thành Baranasi              | Cha mẹ: vị bà-la-môn Brahmadatta, bà Dhanavati Vợ con: người vợ thuộc đẳng cấp Bà-la-môn tên là Sunanda, con trai Vijitasena                    | Tòa lâu đài, cây nigroda (cây đa) (Ficus benghalensis)                                 | Chàng thanh niên bà-la-môn thông thái tên là Jotipala (ở Vappulla)                                  |
| 28 | Gotama (Thích Ca)                         | Gautama       | Kshatriya | Vườn Lumbini (Lâm Tỳ Ni) gần thành Ca-tỳ-la-vệ     | Cha mẹ: Vua Suddhodana (Tịnh Phạn), Hoàng hậu Maya Vợ con: Hoàng hậu Yashohara (Gia Du Đà La), hoàng tử Rahula (La Hầu La)                      | Ngựa Kiền Trắc, cây Pippala (Cội Bồ-đề) (Ficus religiosa)                              | Chính là Đức Phật                                                                                   |

Tất cả các Vị Phật trên nối tiếp nhau xuất hiện, xếp theo thứ tự từ trước tới sau, từ quá khứ tới hiện tại. Đức Phật hiện tại là THÍCH CA MÂU NI, là vị Phật đã truyền lại giáo pháp cho các tín đồ ngày nay. Giáo pháp của các đức Phật đều chỉ tồn tại một khoảng thời gian (khoảng vài nghìn tới vài vạn năm) rồi sẽ dần bị hậu thế hiểu sai và cuối cùng bị lãng quên. Một thời gian rất lâu sau đó thì mới có Đức Phật kế tiếp xuất hiện, truyền dạy lại Phật pháp cho nhân loại. Bản thân Phật Thích Ca dự đoán giáo pháp do ngài truyền dạy sẽ bị lãng quên sau 5.000 năm, rồi rất lâu sau đó, vị Phật kế tiếp sẽ xuất hiện là Phật Di Lặc.
Trong Kinh Phật chủng tính, Đức Thích Ca Mâu Ni giảng giải cho Tôn giả Xá Lợi Phất và các môn đồ rằng: tính từ cách đây 4 A-tăng-kỳ và 100 ngàn đại kiếp trái đất (Kalpa) đến nay, đã có 28 Đức Phật toàn giác ra đời giáo hóa chúng sinh.
- Cách đây 4 A-tăng-kỳ và 100 ngàn đại kiếp, trong cùng 1 kiếp, đã có 4 vị phật là Taṇhaṅkara, Medhaṅkara, Saraṇaṅkara, và Dīpaṅkara ra đời. Trong đó, Dīpaṅkara (Nhiên Đăng Cổ Phật) là vị Phật đầu tiên đã thọ ký cho tu sĩ Sumedha (chính là tiền thân của Phật Thích Ca Mâu Ni) sẽ thành Phật trong tương lai.
- Cách đây 3 A-tăng-kỳ và 100 ngàn đại kiếp, đã có 1 vị Phật tên là Koṇḍañña (Kiều-Trần-Như) ra đời.
- Cách đây 2 A-tăng-kỳ và 100 ngàn đại kiếp, trong cùng 1 kiếp, đã có 4 vị Phật tên là Maṅgala (Man-Giá-La), Sumana (Tu-ma-na), Revata (Ly-Bà-Đa), và Sobhita (Tô-Tỳ-Đa) ra đời.
- Cách đây 1 A-tăng-kỳ và 100 ngàn đại kiếp, trong cùng 1 kiếp, đã có 3 vị Phật tên là Anomadassī ̣(Cao Kiến), Paduma (Đại Liên Hoa), và Nārada (Na Ra Đa) ra đời.
- Cách đây 100 ngàn đại kiếp, đã có 1 vị Phật tên là Padumuttara (Bảo Liên Hoa) ra đời.
- Cách đây 30 ngàn đại kiếp, trong cùng 1 kiếp, đã có 2 vị Phật tên là Sumedha (Thiện Tuệ) và Sujāta (Thiện Sanh) ra đời.
- Cách đây 1.800 đại kiếp, trong cùng 1 kiếp, đã có 3 vị Phật tên là Piyadassī (Hỷ Kiến), Atthadassī (Lợi Kiến), và Dhammadassī (Pháp Kiến) ra đời.
- Cách đây 94 đại kiếp, đã có 1 vị Phật tên là Siddhattha (Tất Đạt Đa) ra đời.
- Cách đây 92 đại kiếp, trong cùng 1 kiếp, đã có 2 vị Phật tên là Tissa (Đế Sa) và Phussa (Phất Sa) ra đời.
- Cách đây 91 đại kiếp, đã có 1 vị Phật tên là Vipassī (Phật Tỳ Bà Thi) ra đời.
- Cách đây 31 đại kiếp, trong cùng 1 kiếp, đã có 2 vị Phật tên là Sikhī (Phật Thi Khí) và Vessabhū (Phật Tỳ Xá Phù) ra đời.
- Trong đại kiếp (Kalpa) này, đã có 4 vị Phật tên là Kakusandha (Phật Câu Lưu Tôn), Konāgamana (Phật Câu Na Hàm Mâu Ni), Kassapa (Phật Ca Diếp), Gotama (chính là Phật Thích Ca Mâu Ni mà hiện nay nhân loại đang thờ cúng) ra đời. Cũng trong kiếp này, nhiều triệu năm sau sẽ có vị Phật thứ 5 ra đời là Metteyya (Phật Di Lặc).

Phân chia theo số lượng vị Phật xuất hiện, có sáu loại đại kiếp sau:
- Không kiếp: không có vị Phật nào xuất hiện.
- Kiếp hương (Sāra-kappa): Có 1 vị Phật xuất hiện
- Kiếp tinh túy (Manda-kappa): Có 2 vị Phật xuất hiện (riêng đại kiếp vào thời Phật Padumuttara (Bảo Liên Hoa), tuy chỉ có 1 vị Phật xuất hiện nhưng lại mang đặc điểm của kiếp tinh túy, vì Phật Padumuttara đã ban truyền giáo pháp cho số người nhiều hơn hẳn các vị Phật khác).
- Kiếp ân huệ (Vara-kappa): Có 3 vị Phật xuất hiện.
- Kiếp tinh túy hương (Sāramanda-kappa): Có 4 vị Phật xuất hiện.
- Kiếp hiền (Bhadda-kappa): Có 5 vị Phật xuất hiện.

Ngoài các vị Phật toàn giác còn có các vị Phật Độc Giác. Đây là quả vị thấp hơn Phật toàn giác, bởi vì Phật Độc Giác chỉ đạt tới giác ngộ cho bản thân chứ không có khả năng thuyết pháp, không thể giúp người khác đạt tới giác ngộ như các vị Phật toàn giác. Theo kinh Phật, số lượng các vị Phật Độc Giác nhiều hơn hẳn số lượng Phật toàn giác (có thời kỳ hàng trăm vị Phật Độc giác cùng xuất hiện), nhưng vì không thuyết pháp nên ảnh hưởng của họ tới nhân loại là không đáng kể, và người thời đó cũng chẳng mấy ai biết tới họ. Do vậy, Kinh Phật thường không ghi lại tên tuổi, lai lịch của các vị Phật Độc giác này.

### Đặc điểm của các vị Phật
Tất cả các vị Phật đều có những điểm chung:
- Ở kiếp áp chót đều là một vị thần sống trên cung trời Đâu suất, quyết định đầu thai lần cuối cùng vào nhân giới để thành Phật.
- Khi đầu thai ở kiếp thành Phật, họ đều đầu thai vào giai cấp cao quý nhất (Bà-la-môn hoặc Sát Đế lỵ)
- Sau khi sinh, vị mẫu thân của Phật sẽ qua đời sau 7 ngày để đầu thai lên thiên giới.
- Tất cả đều có ngoại hình phi phàm với Ba mươi hai tướng tốt và Tám mươi vẻ đẹp.
- Thuở nhỏ, các vị đều được sống trong cảnh vinh hoa phú quý.
- Khi lớn lên, các vị đều chấn động tâm tư khi chứng kiến 4 dấu hiệu (tuổi già, bệnh tật, cái chết và vị tu sĩ), cuối cùng phát nguyện đi tu.
- Tất cả các vị đều xuất gia đi tu ít lâu sau khi vợ sinh ra 1 người con trai.
- Tất cả đều tu khổ hạnh nhưng đều thấy như vậy sẽ không đắc đạo nên từ bỏ lối tu đó.
- Trước khi thành đạo, tất cả đều thọ lãnh cơm sữa do 1 người dâng cúng, nhận 1 bó cỏ làm bảo tọa và chọn 1 gốc cây để ngồi thiền định, và đạt tới giác ngộ tại gốc cây đó.

Sau khi thành đạo, các vị Phật đều tương đương nhau về tuệ giác, oai lực. Tuy nhiên vẫn có những khác biệt giữa các vị Phật về thọ mạng, chiều cao, vật cưỡi, cây thành đạo, thời gian tu khổ hạnh...
- Yāna vematta (phương tiện đi lại mà Bồ tát sử dụng trong lúc xuất gia): 6 vị Phật Dīpaṅkarā, Sumana, Sumedha, Phussa, Sikhī và Koṇāgamana đi xuất gia bằng voi. 6 vị Phật Koṇḍañña, Revata, Paduma, Piyadassī, Vipassī và Kakusandha đi xuất gia bằng xe ngựa kéo. 5 vị Phật Maṅgala, Sujāta, Atthadassī, Tissa và Gotama đi xuất gia bằng ngựa cưỡi. 3 vị Phật Anomadassī, Siddhattha và Vesabhū đi xuất gia bằng kiệu vàng người khiêng. 4 vị Phật Sobhita, Padumuttara, Dhammadassī và Kassapa đi xuất gia bằng cung điện bay bổng lên không trung. Đức Phật Nārada tự đi bộ.
- 7 vị Phật Dīpaṅkarā, Koṇḍañña, Sumana, Anomadassi, Sujāta, Siddhattha và Kakusandha thực hành pháp khổ hạnh trong 10 tháng. 4 vị Phật Maṅgala, Sumedha, Tissa và Sikhī thực hành khổ hạnh trong 8 tháng. Đức Phật Revatā thực hành khổ hạnh trong 7 tháng. 4 Phật Piyadassī, Phussa, Vessabhū và Koṇāgamana thực hành khổ hành trong 6 tháng. Đức Phật Sobhita thực hành khổ hạnh trong bốn tháng. 3 vị Phật Paduma, Atthadassī, và Vipassī thực hành khổ hạnh trong nửa tháng (15 ngày). 4 vị Phật Nārada, Padumuttara, Dhammadassī và Kassapa thực hành tu khổ hạnh trong 7 ngày. Đức Phật Gotama (Thích Ca) của nhân loại hiện nay, đã thực hành tu khổ hạnh trong 6 năm.

Ngoài ra, một số vị Phật có những đặc điểm riêng biệt (kết quả của ước nguyện mà các ngài đã thực hiện trong một tiền kiếp), cụ thể:
- Phật Maṅgala có hào quang mạnh mẽ hơn nhiều các vị Phật khác.
- Phật Anomadassi (Cao Kiến) khi vừa sinh ra thì có châu báu rơi xuống liên tục từ trên bầu trời, nên ngài được đặt tên như vậy.
- Phật Paduma (Hồng Liên Hoa/Đại Liên Hoa) khi vừa sinh ra thì có hoa sen từ trên bầu trời rơi như mưa xuống khắp đất nước, nên ngài được đặt tên như vậy ("Padu" nghĩa là hoa sen).
- Phật Nārada khi tới ngày đặt tên thì từ trên trời, nhiều loại y phục, trang sức quý giá rơi xuống như mưa rào, nên ngài được đặt tên như vậy ("Nara" nghĩa là đồ trang sức cho mọi người và "da" là người cho).
- Phật Padumuttara (Bảo Liên Hoa/Thắng Liên Hoa/Bạch Liên Hoa) khi vừa sinh ra thì có mưa hoa sen từ trên bầu trời rơi xuống, nên được đặt tên như vậy. Khi đắc đạo, ngài vừa đặt chân xuống đất thì lập tức có những bông hoa sen mọc lên đỡ lấy bàn chân của ngài, hương thơm phấn hoa phủ khắp người ngài, nên Phật hiệu của ngài cũng có nghĩa là hoa sen.
- Phật Sujāta (Thiện Sanh) khi vừa sinh ra thì tất cả mọi người đều cảm thấy an lạc cả thân lẫn tâm, nên ngài được đặt tên như vậy.
- Phật Atthadassī (Lợi Kiến) khi vừa sinh ra thì chủ nhân của các kho báu bị thất lạc suốt nhiều thế hệ nay lại tìm ra chỗ chôn giấu, nên ngài được đặt tên như vậy.
- Phật Atthadassī (Pháp Kiến) khi vừa sinh ra thì những điều luật không hợp lý của vương quốc bỗng nhiên biến mất, nên ngài được đặt tên như vậy.
- Phật Siddhattha (Tất Đạt Đa) khi vừa sinh ra thì ước muốn của nhiều người bỗng nhiên được thành tựu, nên ngài được đặt tên như vậy.
- Phật Vipassī (Tỳ Bà Thi) có đôi mắt kỳ diệu như đôi mắt của thiên thần, có thể nhìn trong đêm và không bao giờ nhắm lại, nên ngài được đặt tên như vậy.
- Phật Sikhī (Thi Khí) khi tới ngày đặt tên thì chiếc khăn trùm đầu của ngài bỗng dựng thẳng lên như cái mào của chim công, nên ngài được đặt tên như vậy.
- Phật Vessabhū (Tỳ Xá Phù) khi vừa sinh ra đã thốt lên thắng ngữ làm hoan hỉ mọi người, nên ngài được đặt tên như vậy.
- Phật Koṇāgamana (Câu Na Hàm Mâu Ni) khi vừa sinh ra thì có vàng rơi xuống như mưa từ trên bầu trời, nên ngài được đặt tên như vậy (Koṇā là vàng, āgamana nghĩa là đến, cả tên nghĩa là "cậu bé đem vàng đến").

### Sự hiếm hoi của một vị Phật Toàn giác
Trong 4 A-tăng-kỳ đại kiếp và 100.000 đại kiếp trái đất tính từ Đức Phật Nhiên Đăng, các tiền kiếp của Phật Thích Ca chỉ gặp được 24 vị Phật Toàn giác. "Đại kiếp" ở đây không phải là một kiếp sống của con người, mà là một kiếp tồn tại của quả địa cầu, tức là quá trình hình thành, phát triển rồi hoại diệt của cả một hành tinh, kéo dài nhiều tỷ năm. Còn A-tăng-kỳ nghĩa là "số lượng không thể tính đếm" (vượt qua cả hàng tỷ tỷ tỷ, có sách ghi đây là con số 10140, tức còn nhiều hơn số hạt nguyên tử tồn tại trong vũ trụ). Khoảng thời gian để xuất hiện 1 vị Phật Toàn giác có thể ví dụ như sau: Dùng 1 cái thùng dài 32 cây số, cao 64 cây số (chiều dài ở đây chỉ là ví dụ), đựng đầy trong đó là hạt mè, cứ mỗi 3 năm lấy ra 1 hạt. Đến khi nào lấy hết số hạt mè trong thùng đó ra thì mới có 1 Đức Phật xuất hiện. Xét đến khoảng thời gian dài gần như vô tận như vậy thì cơ hội gặp được 1 vị Phật Toàn giác quả thật quá hiếm hoi, còn hy hữu hơn cả việc 1 người suốt 10 ngày liền trúng số độc đắc vậy.
Không có đại kiếp nào có nhiều hơn 5 vị Phật cùng giáng sinh. Có những giai đoạn kéo dài cả 1 A-tăng-kỳ đại kiếp trái đất mà không có vị Phật toàn giác nào ra đời. Khoảng cách ra đời giữa các vị Phật trong cùng 1 đại kiếp cũng phải kéo dài tới hàng triệu, hàng tỷ năm (do một kiếp Trái Đất kéo dài hàng tỷ, hàng chục tỷ năm). Và thời gian vị Phật đó tại thế cũng rất ngắn ngủi so với thời gian tồn tại của hành tinh đó (ví dụ như Phật Thích Ca tại thế được 80 năm, trong đó thuyết pháp được 45 năm, trong khi Trái Đất đã tồn tại 4,5 tỷ năm và sẽ tồn tại thêm mấy tỷ năm nữa). Như vậy, cơ hội để chúng sinh được nghe hoặc đọc Chánh Pháp do một vị Phật thuyết giảng là vô cùng nhỏ nhoi và vô cùng quý báu.

## Phật Di-lặc
Phật Di-lặc (tiếng Pali: Metteyya, tiếng Phạn: Maitreya) giữ một vị trí đặc biệt trong văn hóa Phật giáo dù Ngài chỉ xuất hiện trong tương lai.

## Các hình tượng Phật toàn giác trong Phật giáo Bắc tông

### Tam thế Phật
Có 3 hình tượng Tam thế Phật thường được biết đến.
1. Quá khứ Nhiên Đăng Cổ Phật
2. Hiện tại Thích Ca Mâu Ni Phật
3. Vị lai Di-lặc Phật

Hoặc
1. Đông phương Dược Sư Lưu Ly Quang Vương Phật hoặc A-súc Phật
2. Trung ương Thích Ca Mâu Ni Phật
3. Tây phương A Di Đà Phật

Và tại Chùa Giác Ngộ tôn thờ Tam thân của Phật Thích Ca Mâu Ni đó là
1. Ứng thân là ứng theo cơ duyên mà thị hiện ra với những hành trạng nhằm hóa độ chúng sinh, tùy nghi mở phương tiện thuyết pháp đem lại lợi lạc cho muôn loài, đây là thân hình mà Ngài thị hiện ở Ta-bà để hóa độ chúng sinh.
2. Báo thân là thân vô lượng sắc tướng, vô lượng công đức trang nghiêm không giới hạn mà hàng Bồ-tát Tam hiền, Thập địa mới thấy được
3. Pháp thân là bản thể Chân như của các pháp. Pháp thân bao trùm khắp pháp giới, cả không gian và thời gian. Pháp thân thường trụ, bất sinh bất diệt, là tự tánh chân thật và bình đẳng của tất cả các pháp.[24]

### Ngũ phương Phật
-Trung ương thế giới Tỳ Lô Giá Na Phật
-Đông phương thế giới A Súc Bệ Phật
-Tây phương thế giới A Di Đà Phật
-Nam phương thế giới Bảo Sanh Phật
-Bắc phương thế giới Bất Không Thành Tựu Phật